# Hvozd (okres Rakovník)
Hvozd (Duits: Tiefenhain) is een Tsjechische gemeente in de regio Midden-Bohemen en maakt deel uit van het district Rakovník, 6 km ten zuidwesten van de stad Rakovník.
Hvozd telt 170 inwoners.

## Geografie
De gemeente bestaat uit twee dorpen: Hvozd en Žďáry.

## Geschiedenis
Het dorp werd voor het eerst vermeld in 1352 als Hwozd.

## Verkeer en vervoer

### Spoorlijnen
Er is geen station in de gemeente. Het dichtstbijzijnde station is Lubná op 3 km afstand van Hvozd. Dat station ligt aan spoorlijn 162 Rakovník - Kralovice - Mladotice.

### Buslijnen
Er rijdt één buslijn die Hvozd op werkdagen 6 keer per dag verbindt met Rakovník, Lubná en Slabce. In het weekend rijdt er geen bus door het dorp. De lijn wordt geëxploiteerd door vervoerder Transdev Střední Čechy.

## Bezienswaardigheden

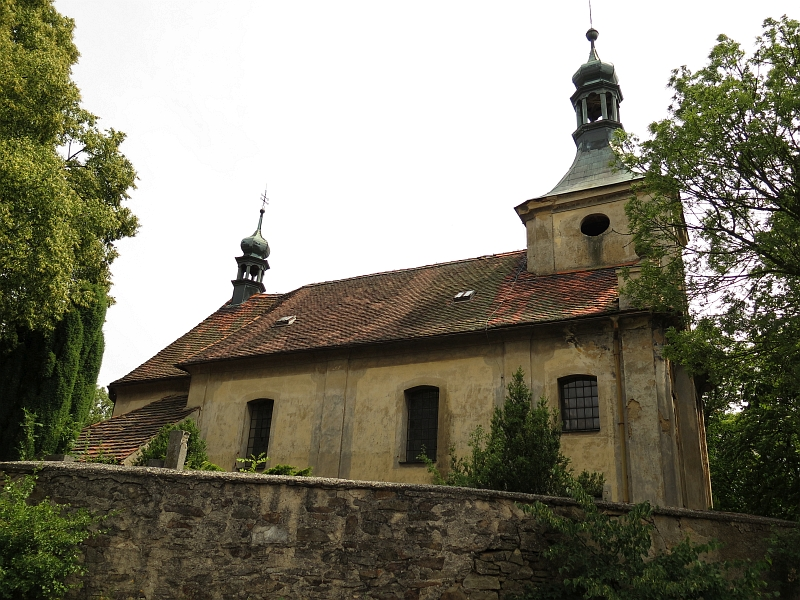
Sint-Johanneskerk

- De Sint-Johanneskerk in het noordelijke deel van het dorp
- De Germaanse begraafplaats

## Galerij

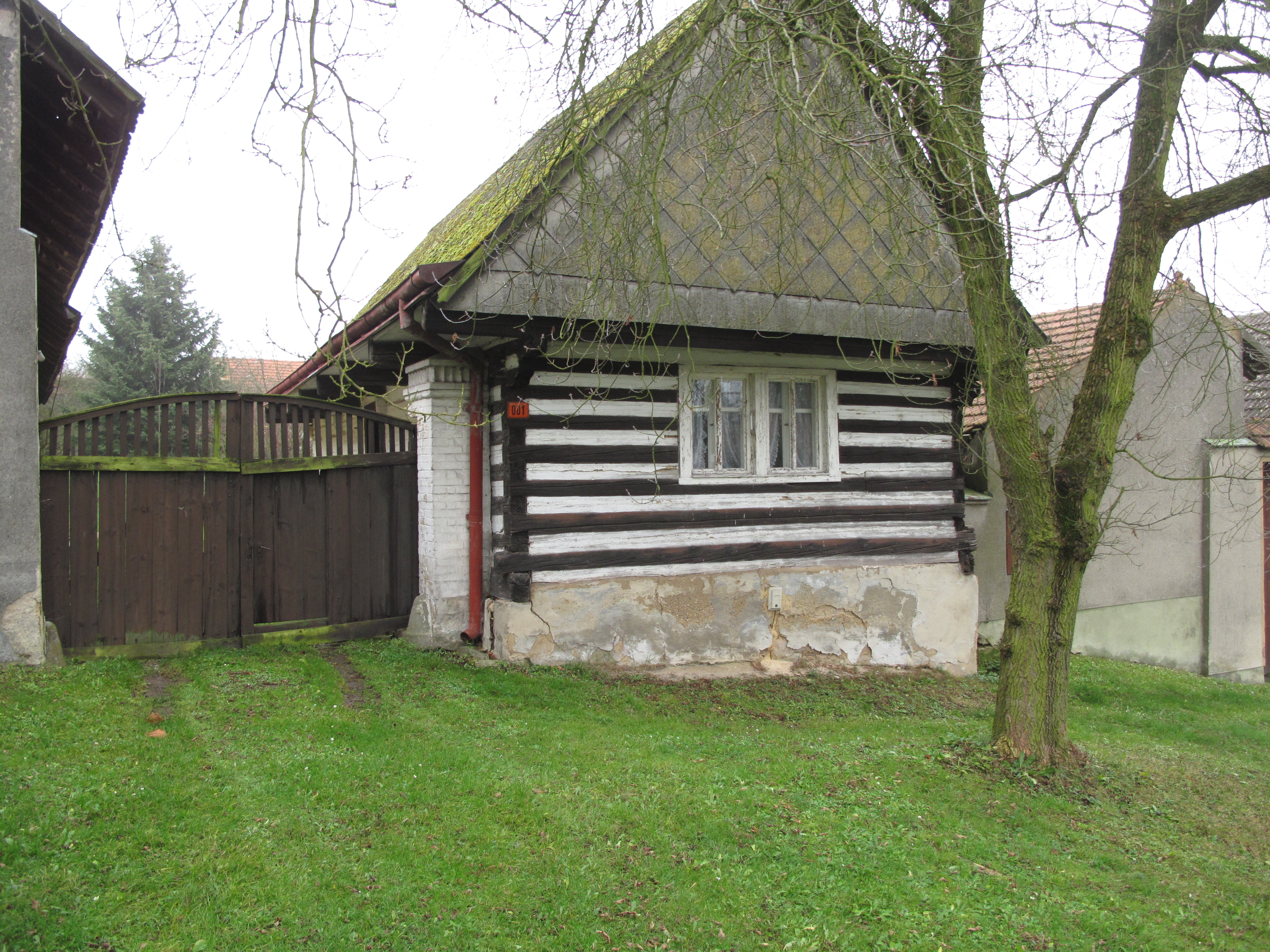
Oud woonhuis in Hvozd
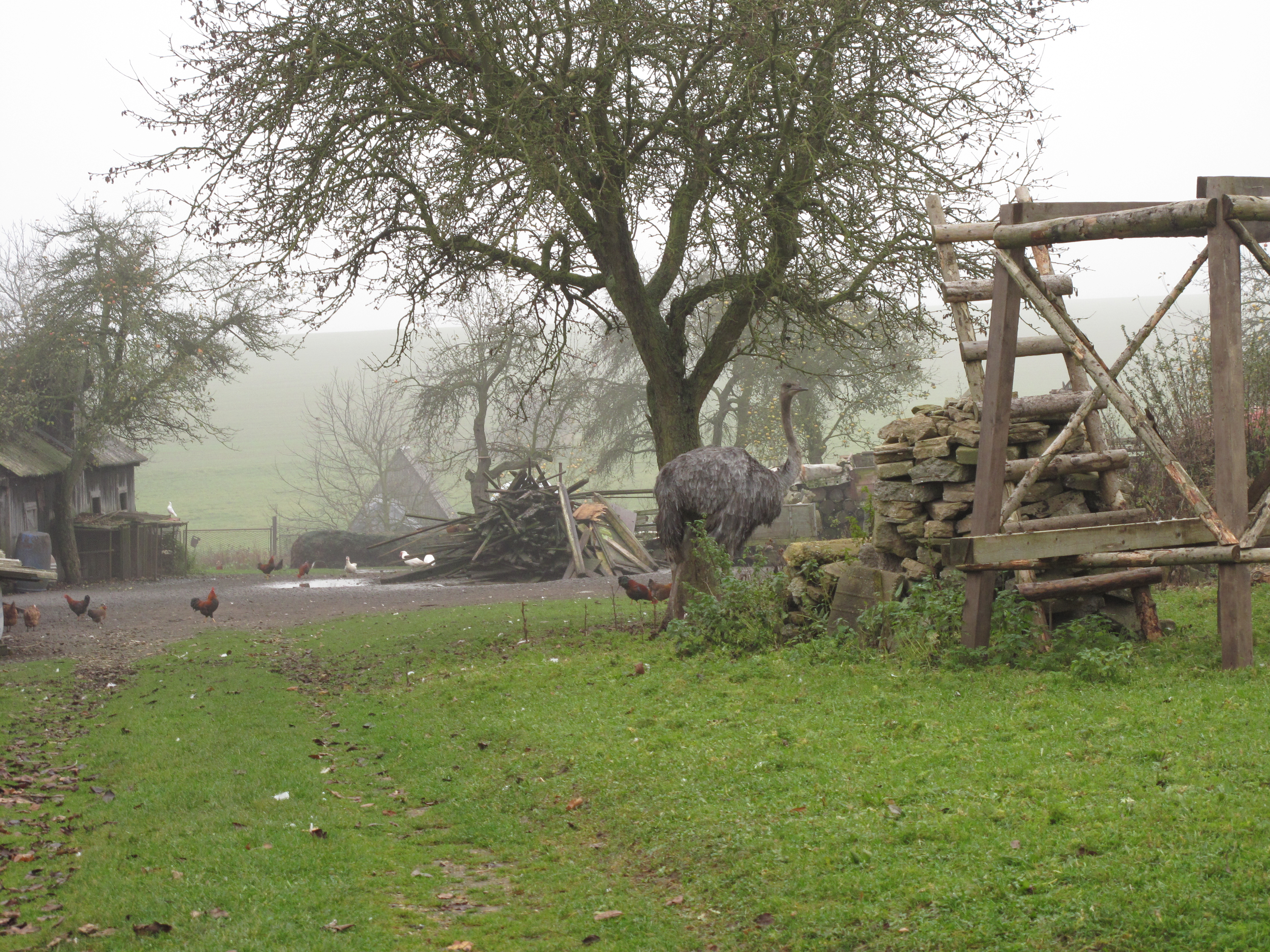
Boerderij met struisvogel in Hvozd
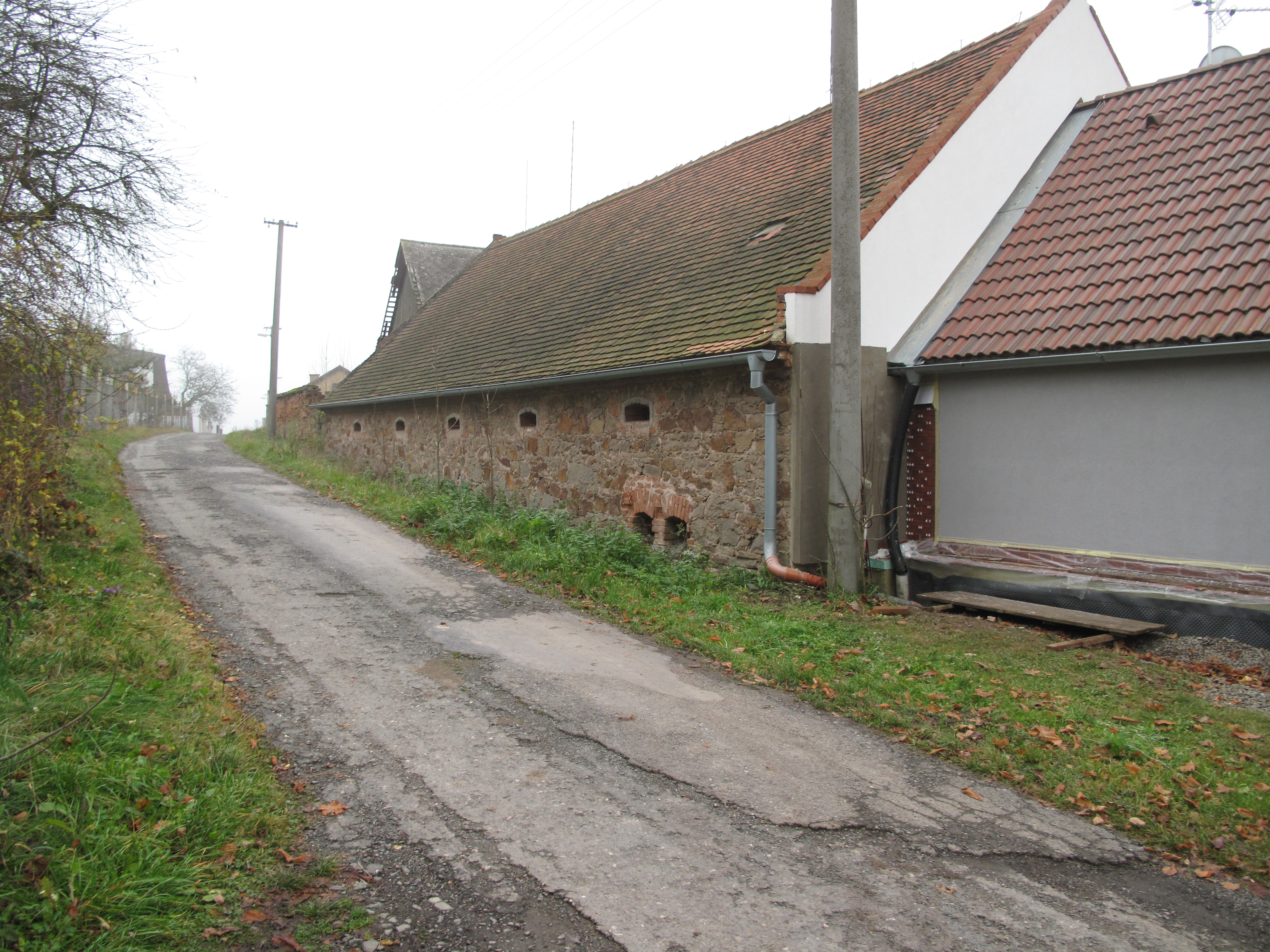
Oude stal in Hvozd
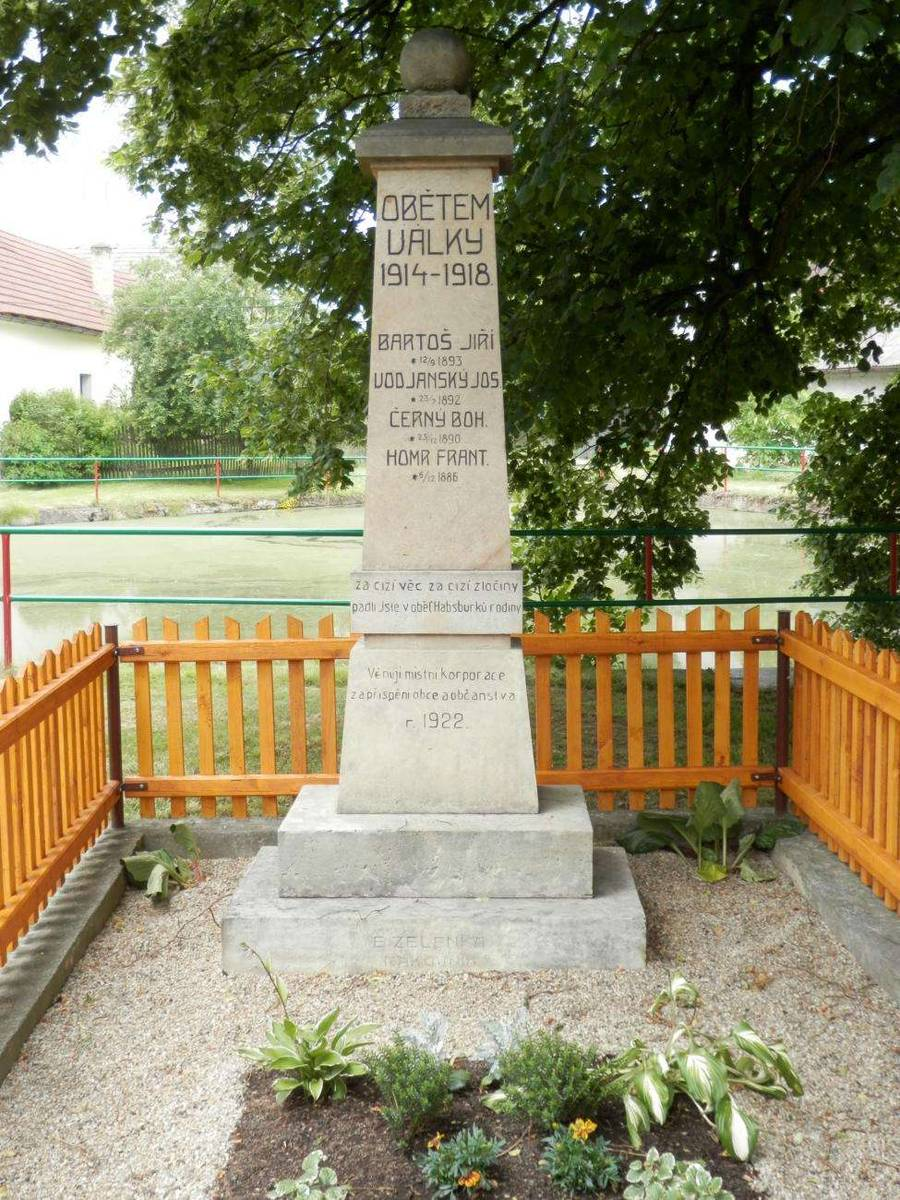
WOI-herdenkingsmonument
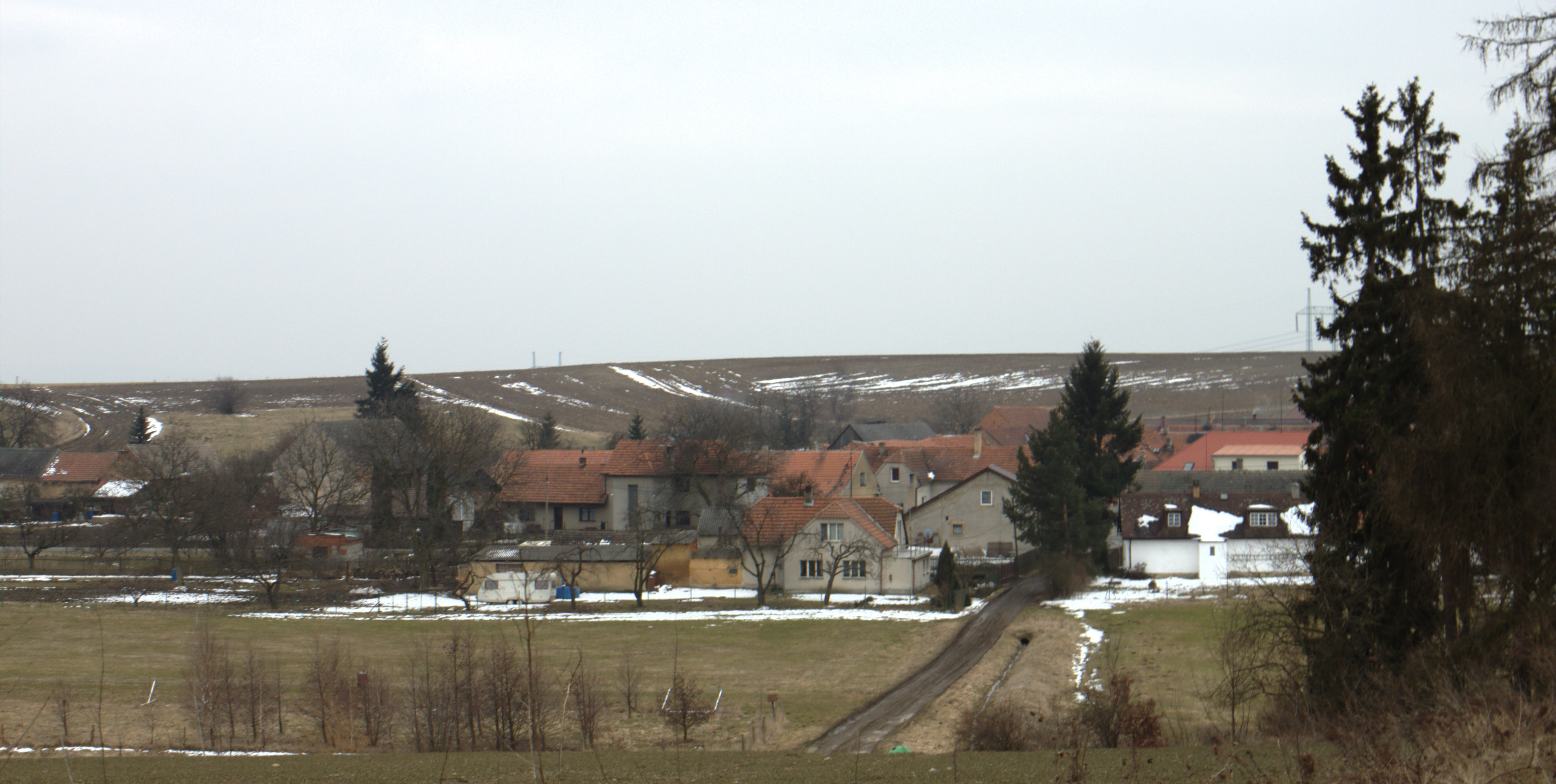
Blik op Žďáry
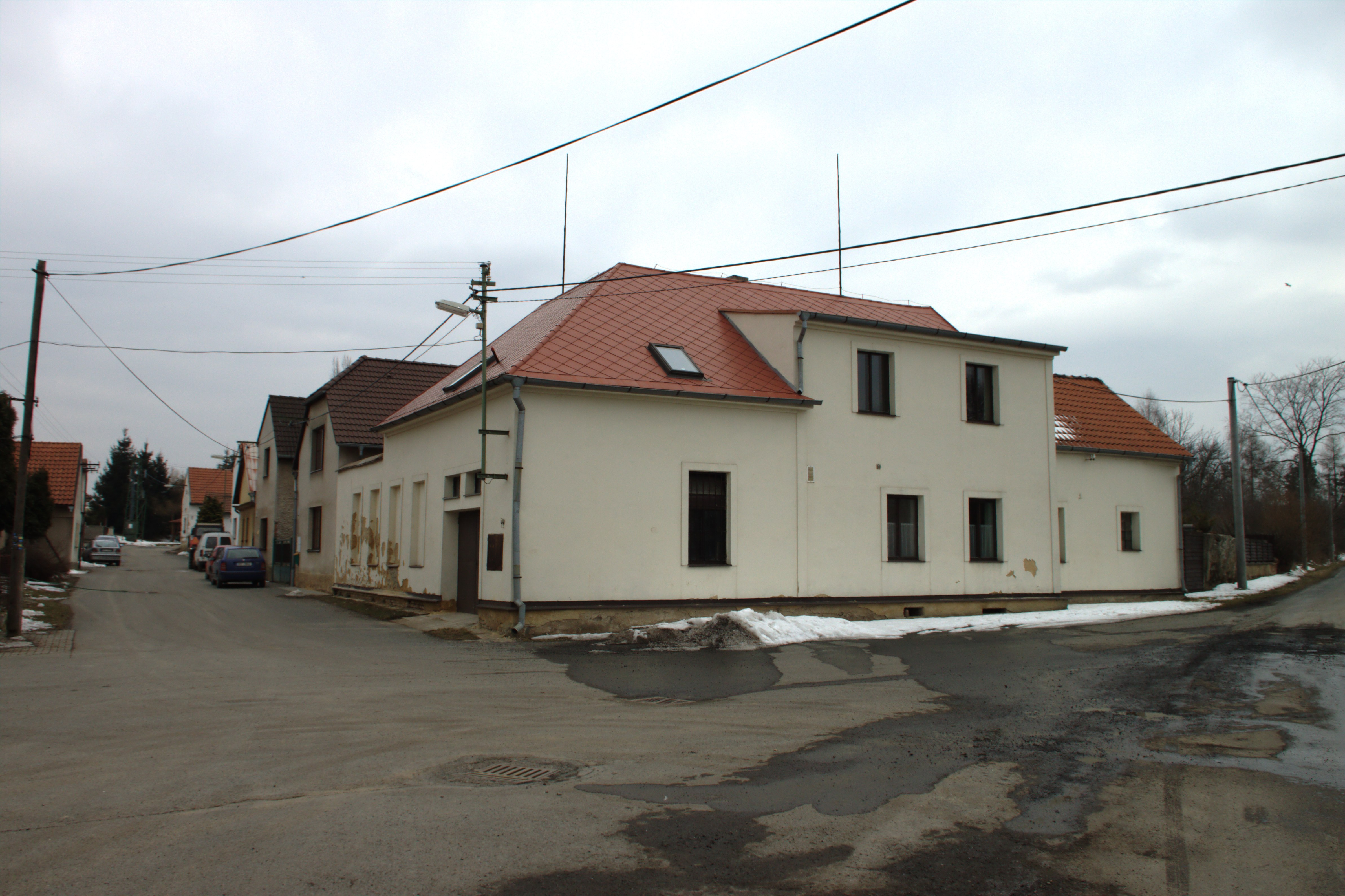
Straat in Žďáry